# 辛格狸藻
辛格狸藻（学名：Utricularia singeriana）为狸藻属陆生食虫植物。其种加词“singeriana”来源于澳大利亚植物采集者辛格（Singer）。辛格狸藻为西澳大利亚和北领地的特有种。

## 外部連結
- 食虫植物照片搜寻引擎中辛格狸藻的照片 （页面存档备份，存于）

 维基共享资源上的相關多媒體資源：辛格狸藻
 維基物種上的相關：辛格狸藻